# والون پون دارک
والون پون دارک (به فرانسوی: Vallon-Pont-d'Arc) یک کمون (فرانسه) در فرانسه است که در آردش واقع شده‌است.
 والون پون دارک ۲۸٫۶۲ کیلومتر مربع مساحت دارد  ۱۱۸ متر بالاتر از سطح دریا واقع شده‌است.